# Sezonul de Formula 1 din 1966
Sezonul de Formula 1 din 1966 a fost cel de-al 20-lea sezon al curselor auto de Formula 1 FIA. A inclus cea de-a 17-a ediție a Campionatului Mondial al Piloților, și a 9-a ediție a Cupei Internaționale pentru Constructorii de F1. Sezonul a fost disputat pe parcursul a nouă curse, începând cu Marele Premiu al Principatului Monaco pe 22 mai și terminându-se cu Marele Premiu al Mexicului pe 23 octombrie. În 1966 s-au desfășurat și patru curse care nu au făcut parte din campionat.
Jack Brabham a câștigat Campionatul Mondial al Piloților, iar Brabham-Repco a primit Cupa Internațională pentru Constructorii de F1. Prin această performanță, Brabham a devenit primul – și încă singurul – om care a câștigat campionatul mondial de Formula 1, conducând una dintre propriile sale mașini. Sezonul a marcat „revenirea la putere” cu introducerea „formulei de 3 litri”, dublând capacitatea maximă a motorului de la 1,5 litri. Alte schimbări de regulament au inclus: mașinile care parcurg mai puțin de 90% din distanța cursei nu sunt clasificate și nu primesc puncte, chiar dacă termină în primele șase, iar distanța maximă de cursă a fost redusă de la 500 km la 400 km. Britanicul John Taylor a murit din cauza rănilor sale după un accident cu Jacky Ickx în timpul Marelui Premiu al Germaniei de pe Nürburgring.

## Piloții și echipele înscrise în campionat
Următorii piloți și constructori au participat în Campionatul Mondial al Piloților din 1966 și în Cupa Internațională a Constructorilor de F1 din 1966.
| Imagine        | Concurent                   | Constructor | Motor                                  | Șasiu      | Pneu | Piloți              | Piloți   |
| -------------- | --------------------------- | ----------- | -------------------------------------- | ---------- | ---- | ------------------- | -------- |
| Imagine        | Concurent                   | Constructor | Motor                                  | Șasiu      | Pneu | Numele pilotului    | Etape    |
| Brabham BT19   | Brabham Racing Organisation | Brabham     | Repco 620 3,0 V8                       | BT19 BT20  | G    | Jack Brabham        | Toate    |
| Brabham BT19   | Brabham Racing Organisation | Brabham     | Repco 620 3,0 V8                       | BT19 BT20  | G    | Denny Hulme         | 3–9      |
| Brabham BT19   | Brabham Racing Organisation | Brabham     | Climax FPF 2,8 L4                      | BT22       | G    | Denny Hulme         | 1–2      |
| Brabham BT19   | Brabham Racing Organisation | Brabham     | Climax FPF 2,8 L4                      | BT22       | G    | Chris Irwin         | 4        |
| BRM P261       | Owen Racing Organisation    | BRM         | BRM P60 2,0 V8 BRM P75 3,0 H16         | P261 P83   | D    | Graham Hill         | Toate    |
| BRM P261       | Owen Racing Organisation    | BRM         | BRM P60 2,0 V8 BRM P75 3,0 H16         | P261 P83   | D    | Jackie Stewart      | 1–2, 4–9 |
| Cooper T81     | Cooper Car Company          | Cooper      | Maserati 9/F1 3,0 V12                  | T81        | D    | Richie Ginther      | 1–2      |
| Cooper T81     | Cooper Car Company          | Cooper      | Maserati 9/F1 3,0 V12                  | T81        | D    | Jochen Rindt        | Toate    |
| Cooper T81     | Cooper Car Company          | Cooper      | Maserati 9/F1 3,0 V12                  | T81        | D    | Chris Amon          | 3        |
| Cooper T81     | Cooper Car Company          | Cooper      | Maserati 9/F1 3,0 V12                  | T81        | D    | John Surtees        | 3–9      |
| Cooper T81     | Cooper Car Company          | Cooper      | Maserati 9/F1 3,0 V12                  | T81        | D    | Moisés Solana       | 9        |
| Eagle Mk1      | Anglo American Racers       | Eagle       | Climax FPF 2,8 L4                      | Mk1        | G    | Dan Gurney          | 2–6, 9   |
| Eagle Mk1      | Anglo American Racers       | Eagle       | Climax FPF 2,8 L4                      | Mk1        | G    | Phil Hill           | 7        |
| Eagle Mk1      | Anglo American Racers       | Eagle       | Climax FPF 2,8 L4                      | Mk1        | G    | Bob Bondurant       | 8        |
| Eagle Mk1      | Anglo American Racers       | Eagle       | Weslake 58 3,0 V12                     | Mk1        | G    | Dan Gurney          | 7–8      |
| Eagle Mk1      | Anglo American Racers       | Eagle       | Weslake 58 3,0 V12                     | Mk1        | G    | Bob Bondurant       | 9        |
| Ferrari 312/66 | Scuderia Ferrari SpA SEFAC  | Ferrari     | Ferrari 228 2,4 V6 Ferrari 218 3,0 V12 | 246 312/66 | F D  | Lorenzo Bandini     | 1–3, 5–8 |
| Ferrari 312/66 | Scuderia Ferrari SpA SEFAC  | Ferrari     | Ferrari 228 2,4 V6 Ferrari 218 3,0 V12 | 246 312/66 | F D  | John Surtees        | 1–2      |
| Ferrari 312/66 | Scuderia Ferrari SpA SEFAC  | Ferrari     | Ferrari 228 2,4 V6 Ferrari 218 3,0 V12 | 246 312/66 | F D  | Mike Parkes         | 3, 5–7   |
| Ferrari 312/66 | Scuderia Ferrari SpA SEFAC  | Ferrari     | Ferrari 228 2,4 V6 Ferrari 218 3,0 V12 | 246 312/66 | F D  | Ludovico Scarfiotti | 6–7      |
| Honda RA273    | Honda R & D Company         | Honda       | Honda RA273E 3,0 V12                   | RA273      | G    | Richie Ginther      | 7–9      |
| Honda RA273    | Honda R & D Company         | Honda       | Honda RA273E 3,0 V12                   | RA273      | G    | Ronnie Bucknum      | 8–9      |
| Lotus 33       | Team Lotus                  | Lotus       | Climax FWMV 2,0 V8                     | 33         | F    | Jim Clark           | 1–6      |
| Lotus 33       | Team Lotus                  | Lotus       | Climax FWMV 2,0 V8                     | 33         | F    | Geki                | 7        |
| Lotus 33       | Team Lotus                  | Lotus       | Climax FWMV 2,0 V8                     | 33         | F    | Peter Arundell      | 8        |
| Lotus 33       | Team Lotus                  | Lotus       | Climax FWMV 2,0 V8                     | 33         | F    | Pedro Rodríguez     | 3, 9     |
| Lotus 33       | Team Lotus                  | Lotus       | BRM P75 3,0 H16 BRM P60 2,0 V8         | 43 33      | F    | Pedro Rodríguez     | 8        |
| Lotus 33       | Team Lotus                  | Lotus       | BRM P75 3,0 H16 BRM P60 2,0 V8         | 43 33      | F    | Peter Arundell      | 2–7, 9   |
| Lotus 33       | Team Lotus                  | Lotus       | BRM P75 3,0 H16 BRM P60 2,0 V8         | 43 33      | F    | Jim Clark           | 7–9      |
| McLaren M2B    | Bruce McLaren Motor Racing  | McLaren     | Ford 406 3,0 V8                        | M2B        | F    | Bruce McLaren       | 1, 8–9   |
| McLaren M2B    | Bruce McLaren Motor Racing  | McLaren     | Serenissima M166 3,0 V8                | M2B        | F    | Bruce McLaren       | 2, 4–5   |
|                | Shannon Racing Cars         | Shannon     | Climax FPE 3,0 V8                      | SH1        | D    | Trevor Taylor       | 4        |

Echipele private care nu și-au construit propriul șasiu și au folosit șasiurile constructorilor existenți sunt arătate mai jos.
| Concurent                   | Constructor afiliat | Motor                    | Șasiu | Pneu | Piloți             | Piloți      |
| --------------------------- | ------------------- | ------------------------ | ----- | ---- | ------------------ | ----------- |
| Concurent                   | Constructor afiliat | Motor                    | Șasiu | Pneu | Numele pilotului   | Etape       |
| Reg Parnell Racing          | Lotus               | BRM P60 2,0 V8           | 33    | F    | Mike Spence        | Toate       |
| Reg Parnell Racing          | Ferrari             | Ferrari 228 2,4 V6       | 246   | F    | Giancarlo Baghetti | 7           |
| R.R.C. Walker Racing Team   | Brabham             | BRM P60 2,0 V8           | BT11  | D    | Jo Siffert         | 1           |
| R.R.C. Walker Racing Team   | Cooper              | Maserati 9/F1 3,0 V12    | T81   | D    | Jo Siffert         | 2–5, 7–9    |
| DW Racing Enterprises       | Brabham             | Climax FPF 2,8 L4        | BT11  | F    | Bob Anderson       | 1, 3–7      |
| Anglo-Suisse Racing Team    | Cooper              | Maserati 9/F1 3,0 V12    | T81   | F    | Jo Bonnier         | 1–2, 5–9    |
| Anglo-Suisse Racing Team    | Brabham             | Climax FPF 2,8 L4        | BT22  | F    | Jo Bonnier         | 3           |
| Anglo-Suisse Racing Team    | Brabham             | Climax FWMV 1,5 V8       | BT7   | F    | Jo Bonnier         | 4           |
| Team Chamaco Collect        | BRM                 | BRM P60 2,0 V8           | P261  | G    | Bob Bondurant      | 1–2, 4, 6–7 |
| Team Chamaco Collect        | BRM                 | BRM P60 2,0 V8           | P261  | G    | Vic Wilson         | 2           |
| Phil Hill                   | Lotus               | Climax FWMV 1,5 V8       | 25    | F    | Phil Hill          | 1           |
| Phil Hill                   | McLaren             | Ford 406 3,0 V8          | M3A   | F    | Phil Hill          | 2           |
| Guy Ligier                  | Cooper              | Maserati 9/F1 3,0 V12    | T81   | D    | Guy Ligier         | 1–6         |
| David Bridges               | Brabham             | BRM P60 2,0 V8           | BT11  | G    | John Taylor        | 3–6         |
| J.A. Pearce Engineering Ltd | Cooper              | Ferrari Tipo 168 3,0 V12 | T73   | D    | Chris Lawrence     | 4, 6        |
| Chris Amon Racing           | Brabham             | BRM P60 1,9 V8           | BT11  | D    | Chris Amon         | 7           |
| Bernard White Racing        | BRM                 | BRM P60 1,9 V8           | P261  | D    | Innes Ireland      | 8–9         |

## Calendar
Următoarele nouă Mari Premii au avut loc în 1966.
| 1.                                           | 2.                                  | 3.                                    | 4.                                          |
| -------------------------------------------- | ----------------------------------- | ------------------------------------- | ------------------------------------------- |
| Marele Premiu al Principatului Monaco 22 mai | Marele Premiu al Belgiei 12 iunie   | Marele Premiu al Franței 3 iulie      | Marele Premiu al Marii Britanii 16 iulie    |
| Monaco (S)                                   | Spa-Francorchamps (S)               | Reims-Gueux (S)                       | Brands Hatch (P)                            |
| 5.                                           | 6.                                  | 7.                                    | 8.                                          |
| Marele Premiu al Țărilor de Jos 24 iulie     | Marele Premiu al Germaniei 7 august | Marele Premiu al Italiei 4 septembrie | Marele Premiu al Statelor Unite 2 octombrie |
| Zandvoort (P)                                | Nürburgring (P)                     | Monza (P)                             | Watkins Glen (P)                            |
| 9.                                           |                                     |                                       |                                             |
| Marele Premiu al Mexicului 23 octombrie      |                                     |                                       |                                             |
| Magdalena Mixhuca (P)                        |                                     |                                       |                                             |
| (P) - pistă; (S) - stradă.                   |                                     |                                       |                                             |

## Rezultate și clasamente

### Marile Premii
| Etapa | Mare Premiu                | Pole position   | Cel mai rapid tur   | Pilotul câștigător  | Constructorul câștigător | Pneu | Lider | Lider |
| Etapa | Mare Premiu                | Pole position   | Cel mai rapid tur   | Pilotul câștigător  | Constructorul câștigător | Pneu | Pilot | Dif.  |
| ----- | -------------------------- | --------------- | ------------------- | ------------------- | ------------------------ | ---- | ----- | ----- |
| 1     | MP al Principatului Monaco | Jim Clark       | Lorenzo Bandini     | Jackie Stewart      | BRM                      | D    | STE   | 3     |
| 2     | MP al Belgiei              | John Surtees    | John Surtees        | John Surtees        | Ferrari                  | D    | BAN   | 1     |
| 3     | MP al Franței              | Lorenzo Bandini | Lorenzo Bandini     | Jack Brabham        | Brabham-Repco            | G    | BRA   | 2     |
| 4     | MP al Marii Britanii       | Jack Brabham    | Jack Brabham        | Jack Brabham        | Brabham-Repco            | G    | BRA   | 10    |
| 5     | MP al Țărilor de Jos       | Jack Brabham    | Denny Hulme         | Jack Brabham        | Brabham-Repco            | G    | BRA   | 16    |
| 6     | MP al Germaniei            | Jim Clark       | John Surtees        | Jack Brabham        | Brabham-Repco            | G    | BRA   | 22    |
| 7     | MP al Italiei              | Mike Parkes     | Ludovico Scarfiotti | Ludovico Scarfiotti | Ferrari                  | F    | BRA   | 21    |
| 8     | MP al Statelor Unite       | Jack Brabham    | John Surtees        | Jim Clark           | Lotus-BRM                | F    | BRA   | 17    |
| 9     | MP al Mexicului            | John Surtees    | Richie Ginther      | John Surtees        | Cooper-Maserati          | D    | BRA   | 14    |

### Clasament Campionatul Mondial al Piloților
Punctele au fost acordate pe o bază de 9–6–4–3–2–1 primilor șase clasați în fiecare cursă. Doar cele mai bune cinci rezultate au fost luate în considerare pentru Campionatul Mondial. FIA nu a acordat o clasificare în campionat acelor piloți care nu au obținut puncte.
| Poz. | Pilot               | MCO | BEL  | FRA   | GBR  | NLD | DEU‡ | ITA | USA | MEX | Puncte  |
| ---- | ------------------- | --- | ---- | ----- | ---- | --- | ---- | --- | --- | --- | ------- |
| 1    | Jack Brabham        | Ab  | (4)  | 1     | 1P R | 1P  | 1    | Ab  | AbP | 2   | 42 (45) |
| 2    | John Surtees        | Ab  | 1P R | Ab    | Ab   | Ab  | 2R   | Ab  | 3R  | 1P  | 28      |
| 3    | Jochen Rindt        | Ab  | 2    | 4     | (5)  | Ab  | 3    | 4   | 2   | Ab  | 22 (24) |
| 4    | Denny Hulme         | Ab  | Ab   | 3     | 2    | AbR | Ab   | 3   | Ab  | 3   | 18      |
| 5    | Graham Hill         | 3   | Ab   | Ab    | 3    | 2   | 4    | Ab  | Ab  | Ab  | 17      |
| 6    | Jim Clark           | AbP | Ab   | NS    | 4    | 3   | AbP  | Ab  | 1   | Ab  | 16      |
| 7    | Jackie Stewart      | 1   | Ab   |       | Ab   | 4   | 5    | Ab  | Ab  | Ab  | 14      |
| 8    | Mike Parkes         |     |      | 2     |      | Ab  | Ab   | 2P  |     |     | 12      |
| =    | Lorenzo Bandini     | 2R  | 3    | NCP R |      | 6   | 6    | Ab  | Ab  |     | 12      |
| 10   | Ludovico Scarfiotti |     |      |       |      |     | Ab   | 1R  |     |     | 9       |
| 11   | Richie Ginther      | Ab  | 5    |       |      |     |      | Ab  | Ab  | 4R  | 5       |
| 12   | Dan Gurney          |     | NC   | 5     | Ab   | Ab  | 7    | Ab  | Ab  | 5   | 4       |
| =    | Mike Spence         | Ab  | Ab   | Ab    | Ab   | 5   | Ab   | 5   | Ab  | NS  | 4       |
| 14   | Bob Bondurant       | 4   | Ab   |       | 9    |     | Ab   | 7   | DSC | Ab  | 3       |
| =    | Jo Siffert          | Ab  | Ab   | Ab    | NC   | Ab  |      | Ab  | 4   | Ab  | 3       |
| =    | Bruce McLaren       | Ab  | NS   |       | 6    | NS  |      |     | 5   | Ab  | 3       |
| 17   | Peter Arundell      |     | NS   | Ab    | Ab   | Ab  | 12   | 8   | 6   | 7   | 1       |
| =    | Jo Bonnier          | NC  | Ab   | NC    | Ab   | 7   | Ab   | Ab  | NC  | 6   | 1       |
| =    | Bob Anderson        | Ab  |      | 7     | NC   | Ab  | Ab   | 6   |     |     | 1       |
| =    | John Taylor         |     |      | 6     | 8    | 8   | Ab   |     |     |     | 1       |
| —    | Chris Irwin         |     |      |       | 7    |     |      |     |     |     | 0       |
| —    | Ronnie Bucknum      |     |      |       |      |     |      |     | Ab  | 8   | 0       |
| —    | Chris Amon          |     |      | 8     |      |     |      | NSC |     |     | 0       |
| —    | Guy Ligier          | NC  | NC   | NC    | 10   | 9   | NS   |     |     |     | 0       |
| —    | Geki                |     |      |       |      |     |      | 9   |     |     | 0       |
| —    | Chris Lawrence      |     |      |       | 11   |     | Ab   |     |     |     | 0       |
| —    | Giancarlo Baghetti  |     |      |       |      |     |      | NC  |     |     | 0       |
| —    | Pedro Rodríguez     |     |      | Ab    |      |     |      |     | Ab  | Ab  | 0       |
| —    | Innes Ireland       |     |      |       |      |     |      |     | Ab  | Ab  | 0       |
| —    | Trevor Taylor       |     |      |       | Ab   |     |      |     |     |     | 0       |
| —    | Moisés Solana       |     |      |       |      |     |      |     |     | Ab  | 0       |
| —    | Phil Hill           | NS  | Ab   |       |      |     |      | NSC |     |     | 0       |
| —    | Vic Wilson          |     | NS   |       |      |     |      |     |     |     | 0       |
| Poz. | Pilot               | MCO | BEL  | FRA   | GBR  | NLD | DEU‡ | ITA | USA | MEX | Puncte  |

| Legendă      | Legendă                                            |
| Culoare      | Rezultat                                           |
| ------------ | -------------------------------------------------- |
| Auriu        | Câștigător                                         |
| Argintiu     | Locul 2                                            |
| Bronz        | Locul 3                                            |
| Verde        | Alte locuri care punctează                         |
| Albastru     | Alte locuri                                        |
| Albastru     | Nu s-a clasat, dar a terminat cursa (NC)           |
| Purpuriu     | A abandonat cursa (Ab)                             |
| Negru        | Descalificat (DSC)                                 |
| Alb          | Nu a luat startul (NS)                             |
| Roșu         | Nu s-a calificat (NSC)                             |
| Fără culoare | Retras înainte de calificări (Ret)                 |
| Fără culoare | Exclus (EX)                                        |
| Fără culoare | Nu a participat (celulă goală)                     |
| Adnotare     | Însemnătate                                        |
| P            | Pole position                                      |
| R            | Cel mai rapid tur                                  |
| (6)          | Rezultatul nu a fost luat în considerare pentru CM |

Notă:
- – În Marele Premiu al Germaniei din 1966, au fost înscriși și piloți care au concurat cu mașini de F2. O parte dintre aceștia au încheiat cursa pe pozițiile 8-11.

### Clasament Cupa Internațională pentru Constructorii de F1
Punctele au fost acordate pe o bază de 9–6–4–3–2–1 primilor șase clasați în fiecare cursă, dar numai primei mașini care a terminat pentru fiecare constructor. Doar cele mai bune cinci rezultate au fost luate în considerare pentru Cupa Internațională.
| Poz. | Constructor         | MCO | BEL | FRA | GBR | NLD | DEU | ITA | USA | MEX | Puncte  |
| ---- | ------------------- | --- | --- | --- | --- | --- | --- | --- | --- | --- | ------- |
| 1    | Brabham-Repco       | Ab  | (4) | 1   | 1   | 1   | 1   | (3) | Ab  | 2   | 42 (49) |
| 2    | Ferrari             | 2   | 1   | 2   |     | 6   | (6) | 1   | Ab  |     | 31 (32) |
| 3    | Cooper-Maserati     | NC  | 2   | 4   | (5) | 7   | 2   | (4) | 2   | 1   | 30 (35) |
| 4    | BRM                 | 1   | Ab  | Ab  | 3   | 2   | 4   | 7   | Ab  | Ab  | 22      |
| 5    | Lotus-BRM           | Ab  | Ab  | Ab  | Ab  | 5   | 12  | 5   | 1   | 7   | 13      |
| 6    | Lotus-Climax        | Ab  | Ab  | Ab  | 4   | 3   | Ab  | 9   | 6   | Ab  | 8       |
| 7    | Eagle-Climax        |     | NC  | 5   | Ab  | Ab  | 7   | NSC | DSC | 5   | 4       |
| 8    | Honda               |     |     |     |     |     |     | Ab  | NC  | 4   | 3       |
| 9    | McLaren-Ford        | Ab  | Ab  |     |     |     |     |     | 5   | Ab  | 2       |
| 10   | Brabham-Climax      | Ab  | Ab  | 7   | 7   | Ab  | Ab  | 6   |     |     | 1       |
| =    | Brabham-BRM         | Ab  |     | 6   | 8   | 8   | Ab  | NSC |     |     | 1       |
| =    | McLaren-Serenissima |     | NS  |     | 6   | NS  |     |     |     |     | 1       |
| —    | Cooper-Ferrari      |     |     |     | 11  |     | Ab  |     |     |     | 0       |
| —    | Eagle-Weslake       |     |     |     |     |     |     | Ab  | Ab  | Ab  | 0       |
| —    | Shannon-Climax      |     |     |     | Ab  |     |     |     |     |     | 0       |
| Poz. | Constructor         | MCO | BEL | FRA | GBR | NLD | DEU | ITA | USA | MEX | Puncte  |

## Curse non-campionat
În sezonul din 1966, au fost organizate și patru curse care nu au făcut parte din Campionatul Mondial.
| Numele cursei                   | Circuit       | Data          | Pilotul câștigător | Constructor   |
| ------------------------------- | ------------- | ------------- | ------------------ | ------------- |
| Marele Premiu al Africii de Sud | Prince George | 1 ianuarie    | Mike Spence        | Lotus-Climax  |
| Gran Premio di Siracusa         | Siracuza      | 1 mai         | John Surtees       | Ferrari       |
| Trofeul Internațional BRDC      | Silverstone   | 14 mai        | Jack Brabham       | Brabham-Repco |
| Cupa Internațională de Aur      | Oulton Park   | 17 septembrie | Jack Brabham       | Brabham-Repco |